# 7724 Моросо
7724 Моросо (7724 Moroso) — астероїд головного поясу, відкритий 24 липня 1970 року.
Тіссеранів параметр щодо Юпітера — 3,585.